# Phare de Kübassaare
Le phare de Kübassaare (en estonien : Kübassaare Tuletorn) est un phare situé au village de Kübassaare au sud de la grande île de Saaremaa, appartenant à la commune de Saaremaa (jusqu'en octobre 2017 commune de Pöide) dans le Comté de Saare, en Estonie.
Il est géré par l'Administration maritime estonienne ,.

## Histoire
Le premier phare, sur la péninsule de Kibasan, a été mis en service en 1915 pour remplacer le Laidunina Lighthouse (en) ne correspondant plus aux besoins de la Marine impériale russe. Il a bénéficié de la lanterne de ce phare.
En 1923, la tour en bois a été incendiée après un coup de foudre. En 1924, une nouvelle tour en béton armé a été construite. Il a été endommagé durant la Seconde Guerre Mondiale.

## Description
Le phare  est une tour circulaire en béton armé de 18 mètres de haut, avec une galerie et une lanterne. La tour est peinte en blanc sur sa moitié inférieure et noire sur sa partie supérieure. Il émet, à une hauteur focale de 20 mètres, un long éclat blanc, rouge et vert selon secteur directionnel, toutes les 9 secondes. Sa portée nominale est de 11 milles nautiques (environ 20 km).
Identifiant : ARLHS : EST-029 ; EVA-987 - Amirauté : C-3630 - NGA : 12636 .

## Caractéristique dufeu maritime
Fréquence : 9 secondes (W)
- Lumière : 2.5 secondes
- Obscurité : 6.5 secondes

|                             |
| Île Saaremaa (localisation) |

|          |
| Le phare |

### Lien connexe
- Liste des phares d'Estonie